# 倉田眉貴子
倉田 眉貴子（くらた みきこ、1941年 - ）は、日本の教育者、大手前丸亀中学・高等学校前校長。

## 略歴
- 1941年 - 香川県丸亀市に生まれる。
- 1960年 - 大手前丸亀中学・高等学校を卒業する。
- 1963年頃 - このころお茶の水女子大学卒業、母校で国語教師として教鞭を取る。
- 2000年 - 大手前高松中学・高等学校校長（2007年3月31日まで）
- 2012年頃 - 倉田学園副理事長
- 2017年 - 同学園理事長
- 2019年 - 大手前丸亀中学・高等学校校長
- 2021年 - 瑞宝小綬章受章[1]
- 2025年
  - 3月31日 - 同学校の校長を退任

## 著書
- 新渡戸稲造 著、倉田眉貴子 訳『今こそ読みたい新訳武士道』幻冬舎ルネッサンス、2012年5月9日。ISBN 9784779008214。全国書誌番号:22170424。

## 受章
- 2021年4月 瑞宝小綬章